# Máxima pragmática

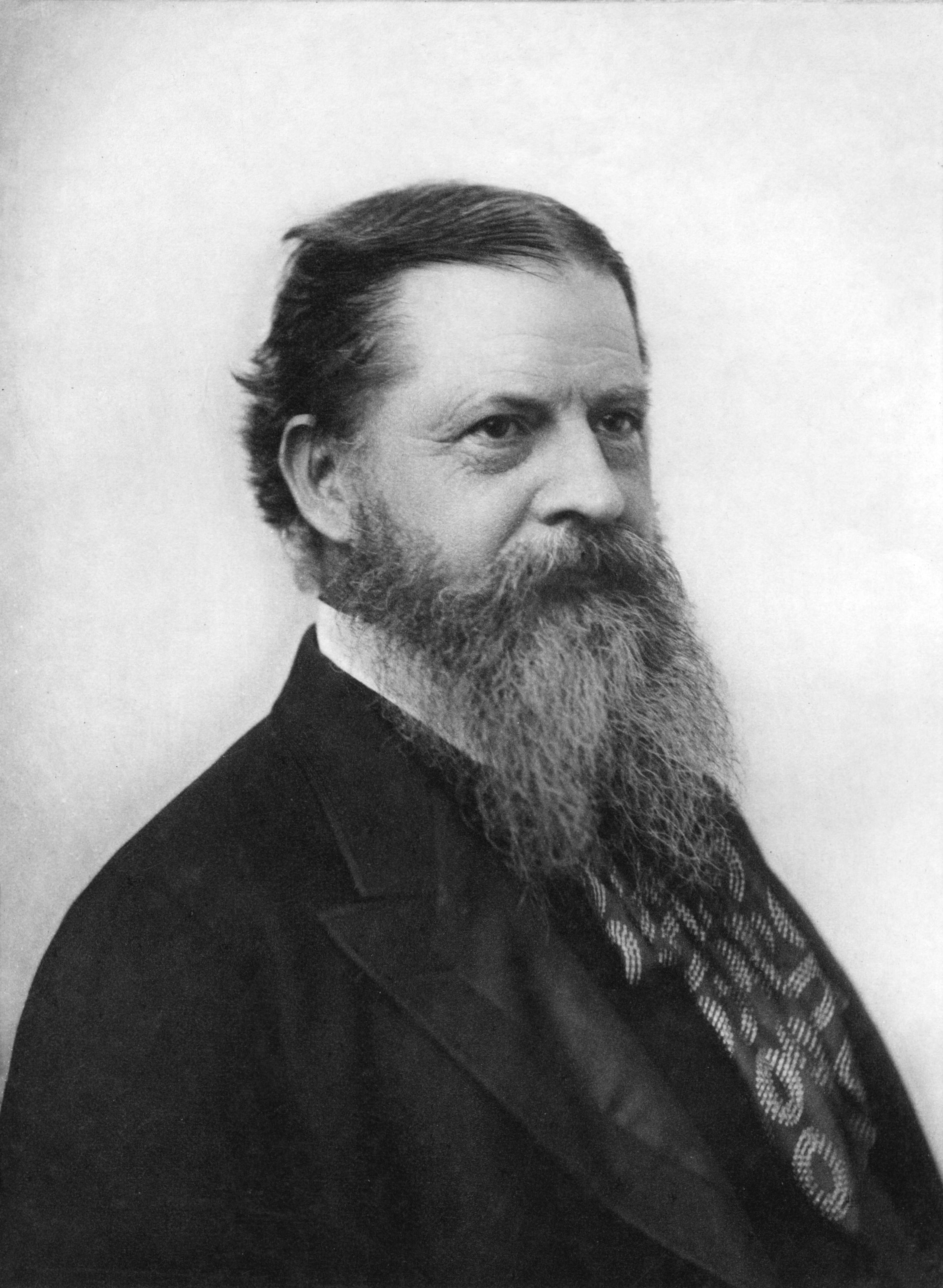
Charles Sanders Peirce (1839 – 1914)

La máxima pragmática, también conocida como máxima del pragmatismo, es una máxima lógica formulada por Charles Sanders Peirce. Se utiliza como recomendación normativa o como principio regulador en la ciencia normativa de la Lógica, y su función es guiar el pensamiento hacia el logro de su propósito, considerando la manera óptima de alcanzar la claridad en la comprensión. He aquí un fragmento de la declaración original, escrita en 1878 en inglés, junto con su traducción al español:

It appears, then, that the rule for attaining the third grade of clearness of apprehension is as follows: Consider what effects, that might conceivably have practical bearings, we conceive the object of our conception to have. Then, our conception of these effects is the whole of our conception of the object.
Parece, entonces, que la regla para alcanzar el tercer grado de claridad en la comprensión es como sigue: Consideremos qué efectos, que puedan tener concebiblemente repercusiones prácticas, concebimos que tenga el objeto de nuestra concepción. Entonces, nuestra concepción de esos efectos es la totalidad de nuestra concepción del objeto.
Charles Sanders Peirce

Dándole la vuelta y simplificándola, podemos formular la máxima pragmática de esta manera: nuestra entera concepción de un objeto cualquiera es nuestra concepción de todos sus efectos prácticos concebibles. Esta máxima representa el tercero y más elevado grado de claridad de las ideas en la teoría peirceana de los tres niveles de claridad.
El campo que más se ha beneficiado con las ideas del pragmatismo, y en especial, con el uso de la máxima pragmática es la ciencia. El momento de hacer las preguntas correctas, aquellas que generarán las hipótesis más cercanas a la realidad y que explicarán los fenómenos anómalos, es el momento más importante para la práctica científica. Entonces el científico tiene que tener muy claros los conceptos que la hipótesis maneja y las consecuencias de dichos conceptos. Es para ayudar a esclarecer esos conceptos que Peirce postuló lo que ahora se conoce como la máxima pragmática.
El impacto de la máxima pragmática en la determinación de las ideas claras y distintas consiste en verter esta innovación de René Descartes en el escenario público de la acción humana. Ella nos obliga a entender que nuestra idea de cualquier cosa es nuestra idea de sus efectos sensibles.